# Rašmor (film)
Rushmore je film Vesa Andersona iz 1998. sa Džejsonom Švarcmanom, Bilom Marijem, Olivijom Vilijams i Simorom Kaselom u glavnim ulogama.

## Spoljašnje veze
- Rushmore на веб-сајту  (језик: енглески)
- Rushmore на веб-сајту  (језик: енглески)